# Donkey Kong 64
Donkey Kong 64 é um jogo eletrônico da série Donkey Kong para o sistema Nintendo 64. Neste jogo temos o retorno de Donkey Kong como personagem jogável e Diddy Kong, contando com a participação de mais 3 personagens totalmente novos.
Foi o primeiro jogo do Nintendo 64 onde o Expansor de Memória se fez necessário para jogar.
A entrada do jogo mostra Rap fazendo as apresentações dos personagens, falando de suas qualidades e poderes. O objetivo do jogo é achar as 8 chaves que prendem K.Lumsy, um imenso Kremling que não quer obedecer K.Rool, e poder deter a imensa Blast-O-Matic, com a qual K.Rool planeja destruir as DK Isles (Ilhas DK).

## História
A história do jogo acontece um ano depois do jogo Donkey Kong Land III onde K. Rool produz uma nova arma, a Blast-O-Matic, e pretende destruir as Ilhas DK. Porém, a máquina falha após um problema que faz com que sua ilha flutuante fique de frente para a Ilha Donkey Kong. Para ganhar tempo e poder arrumar sua máquina, K.Rool captura alguns dos Kongs e os prende e rouba as preciosas bananas douradas de Donkey Kong. À medida que DK liberta seus amigos, ele parte em uma aventura para recuperar suas bananas e derrotar K. Rool, seu exército de Kremlings e outras criaturas do mal.

## Jogabilidade
Esse é um jogo 3D com fortes ligações aos jogos de plataforma, semelhante a Super Mario 64 e Banjo-Kazooie. Existem um total de 5 Kongs jogáveis, cada um com habilidades e upgrades únicos. O jogador inicia com acesso somente ao Donkey Kong e deve avançar no jogo para libertar os outros 4 personagens como parte da jogabilidade.

## Personagens
É possível controlar 5 Kongs no jogo. No início, apenas Donkey está disponível, mas com o desenrolar do jogo os outros 4 são habilitados.

Cada Kong possui uma arma e um instrumento musical. As armas servem para destruir inimigos e também ativar certos botões, enquanto os intrumentos servem para destruir todos os inimigos na área e ativar certos eventos.
O famoso Ground-Power de Mario 64 está presente no jogo, e com o desenvolvimento do jogo, ele vai recebendo mais poder e força, para ativar botões mais resistentes.
Os animais das séries anteriores estão representados por Rambi, o rinoceronte; e Engarde, o peixe-espada. Mas ao invés de montá-los, os Kongs se transformam neles, através de caixas espalhadas em algumas áreas.

## Recepção
Donkey Kong 64 foi lançado com críticas no geral positivas, com pontuações variando entre 80% e 100%, com uma média de 88% no site Game Rankings. Alguns dos problemas mais citados foram o mal planejamento do modo multiplayer e o tédio e a dificuldade de algumas partes do jogo. Muitos compararam o DK64 ao Donkey Kong Country, dizendo que o fator de inovação e a impressão passadas não foram tão boas quanto os da série para o SNES.